# La Mère de tous les mensonges
Pour plus de détails, voir Fiche technique et Distribution.
La Mère de tous les mensonges (كذب أبيض, Kadib Abyad) est un film documentaire en langue arabe sorti en 2023, réalisé, écrit, produit et monté par Asmae El Moudir. Le film explore la quête de vérité de la réalisatrice dans ses origines familiales, combinant l'histoire personnelle et nationale marocaine. Il s'agit d'une coproduction entre le Maroc, l'Égypte, le Qatar et l'Arabie saoudite.
Le film a été présenté en première mondiale au Festival de Cannes 2023, où El Moudir a remporté le prix Un certain regard de la meilleure réalisatrice. Il a été proposé en tant que film marocain pour le meilleur long métrage international à la 96e cérémonie des Oscars, et il est l'un des 15 films sélectionnés dans la liste de décembre.

## Synopsis
La réalisatrice Asmae El Moudir apprend que sa grand-mère Zahra interdisait strictement la création d'images ou de photographies. El Moudir et son père Mohammed ouvrent un atelier où ils fabriquent un ensemble de figurines miniatures en argile qui recréent la rue de son enfance dans le quartier de Sbata à Casablanca. Des amis, des voisins et, plus difficilement, Zahra sont amenés à l'atelier pour interagir avec les figurines et réfléchir à leur passé. En enquêtant sur l'histoire de sa famille, elle découvre ses liens avec l'histoire collective du quartier, en particulier avec les émeutes du pain de 1981 à Casablanca, qui ont entraîné le massacre de nombreux habitants.
El Moudir raconte le film de son point de vue d'enfant et d'adulte, mêlant fiction et réalité pour montrer comment des souvenirs peu fiables peuvent compliquer l'identité d'une personne. El Moudir déclare,

« Je n'essaie pas de documenter la véritable histoire de ma famille, mais de faire un film sur la multiplicité des points de vue et la pluralité des interprétations qui existent au sein d'un même foyer, non seulement dans l'intérêt de l'histoire familiale, mais aussi dans celui de l'histoire nationale »

.

## Fiche technique
- Titre français : La Mère de tous les mensonges[7]
- Titre original arabe : كذب أبيض[8],Kadib Abyad
- Réalisation : Asmae El Moudir
- Scénario : Asmae El Moudir
- Photographie : Hatem Nechi
- Montage : Asmae El Moudir
- Musique : Nass El Ghiwane
- Production : Asmae El Moudir
- Société de production : Insight Films (Maroc), Fig Leaf Studios (Égypte), Al Jazeera Documentary (Qatar), Red Sea Fund (Arabie saoudite)
- Pays de production :  Maroc -  Égypte -  Qatar -  Arabie saoudite
- Langue originale : arabe
- Format : couleurs
- Genre : film documentaire
- Durée : 96 minutes
- Dates de sortie : 
  - France : 24 mai 2023 (Festival de Cannes 2023) ; 28 février 2024 (sortie nationale)

## Distribution
- Zahra Jeddaoui
- Mohamed El Moudir
- Abdallah EZ Zouid
- Said Masrour
- Ouardia Zorkani
- Asmae El Moudir[9]